# リグ・ヴェーダ

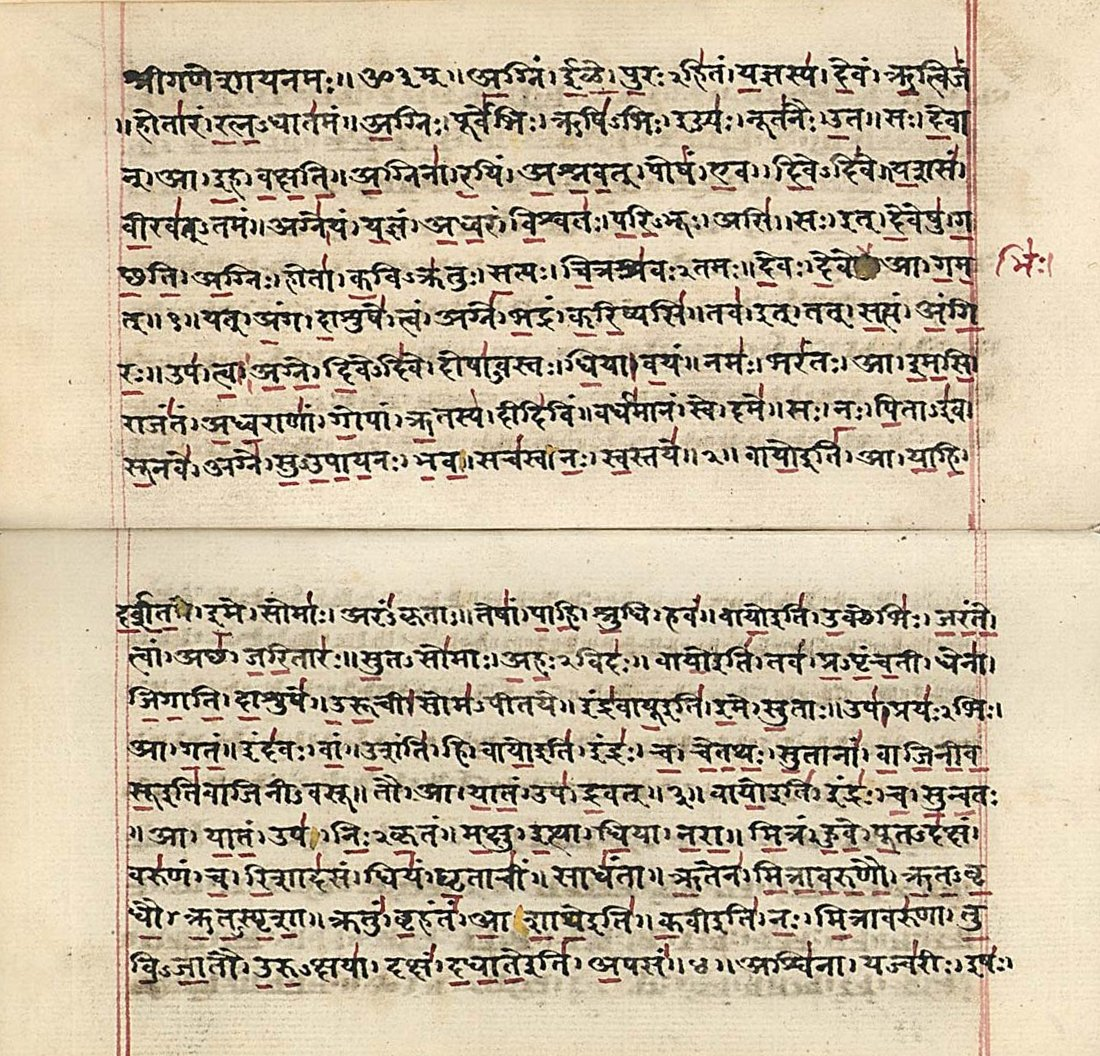
リグ・ヴェーダ

『リグ・ヴェーダ』（梵: ऋग्वेद、ṛgveda、英: Rigveda）は、古代インドの聖典であるヴェーダの1つ。サンスクリットの古形にあたるヴェーダ語で書かれている。全10巻で、1028篇の讃歌（うち11篇は補遺）からなる。

## 呼称
「リグ」は讃歌を構成する詩節を意味するリチ(ṛc)の連音形である:54。「ヴェーダ」は「知識」を意味している。『リグ・ヴェーダ』には賛歌であるサンヒターのほかに散文のブラーフマナ、アーラニヤカ、ウパニシャッドなどが含まれるが、単に『リグ・ヴェーダ』といった場合、通常サンヒターを指す:57。『サーマ・ヴェーダ』が賛歌を歌うウドガートリ祭官、『ヤジュル・ヴェーダ』が祭儀行為にともなう呪文を唱えるアドヴァリユ祭官のために存在するのに対し、『リグ・ヴェーダ』は賛歌を唱えあるいは朗詠するホートリ祭官のためにある:4:161-162。

## 歴史
古代以来長らく口承されたヴェーダ聖典群のうちのひとつで、最も古いといわれている。伝統的なヒンドゥー教の立場ではリシ（詩聖・聖仙）たちによって感得されたものとされる。成立時期ははっきりせず議論が分かれるが、おおまかに紀元前2千年紀後半（1500-1000BC）ごろと考えられる:5。
ミヒャエル・ヴィツェルによると、第1段階として巻1後半（1.51以降）から巻8までが十王戦争でスダース王による覇権がなった後にバラタ族によって編纂され、その後巻1と巻8の前半部分が追加された。第2段階としてパリークシット王がクルクシェートラに開いたクル国で巻9と巻10を含めた完全な形に編纂された。
紀元前12世紀ころ、現在の形に編纂された。

## 構成
『リグ・ヴェーダ』は10のマンダラ（maṇḍala、巻）から構成される。ひとつの巻には複数のスークタ（sūkta、篇）を収録し、1篇の讃歌はいくつかの詩節（ṛc）から構成される。『リグ・ヴェーダ』の特定の詩節を引用する場合は、マンダラの番号・そのマンダラ内でのスークタの通し番号、詩節番号の3つの数字を通常用いる。
現存する『リグ・ヴェーダ』は補遺を含めて1028篇の讃歌（スークタ）から構成される。ひとつの讃歌を構成する詩節の数は3から58まで多様であるが、10-12詩節を越えるものはまれである。主なヴェーダの韻律にはトリシュトゥブ（11音節4句）、ガーヤトリー（8音節3句）、ジャガティー（12音節4句）があり、この3種類だけで全体の約8割に達する。
『リグ・ヴェーダ』ではほかにも複数のスークタをまとめたアヌヴァーカ（anuvāka）という単位も用いられ、さらに別の方式による分類（全体を8つのアシュタカに分け、アディヤーヤとヴァルガに細分する）も記されているが、引用時には用いられない。ヘルマン・グラスマンは『リグ・ヴェーダ』のすべての賛歌に1から1028までの通し番号を振っている。

## テクスト
『リグ・ヴェーダ』は非常に長い間、おそらく千年以上にわたって口承によってのみ伝えられた:13-14。文字に記されるようになった時期は不明だが、おそらく西暦1000年ごろと考えられている:18。現存最古の写本は1464年のもので（バンダルカル東洋学研究所蔵）、『リグ・ヴェーダ』の成立時期から考えるときわめて新しい:18。
他のヴェーダと同様に、『リグ・ヴェーダ』のサンヒターはいくつかの流派（シャーカー）に分かれて伝えられた。『ヤジュル・ヴェーダ』のパリシシュタ（ヴェーダに対する補足）である『チャラナヴィユーハ』には『リグ・ヴェーダ』の流派としてシャーカラ、バースカラ、アーシュヴァラーヤナ、シャーンカーヤナ、マーンドゥーカーヤナの5派があったことを伝え、他の文献ではさらに多くの流派を羅列しているが、そのほとんどは滅んだか、少なくとも発見されていない。通常使われているのはシャーカラ版で、19世紀にフリードリヒ・マックス・ミュラーによって校訂出版された。2009年になってアーシュヴァラーヤナ版が刊行されたが、その内容はシャーカラ版を元にし、時代の新しい212句が加えられたものである。知られる限り他の流派についても同様で、シャーカラ版との違いはごく小さい:15-16。

## 作者
『リグ・ヴェーダ』の索引としてアーシュヴァラーヤナ派のシャウナカという人物によって書かれた『アヌクラマニー』 (Anukramaṇī) という書物がある。この書物は各賛歌の作者と対象とする神々を羅列している。『アヌクラマニー』の記述には神々を作者としているものや、賛歌の内容をもとに作者をあてたようなものもあり、そのすべてを信じるわけにはいかないが、ある程度参考になる。それによれば、2巻から7巻までは基本的にそれぞれひとつの家系によるものであり、各巻の家系の始祖とされるリシは以下のようになっている:10。
- 巻2 - グリッツァマダ（英語版）
- 巻3 - ヴィシュヴァーミトラ
- 巻4 - ヴァーマデーヴァ（英語版）
- 巻5 - アトリ
- 巻6 - バラドヴァージャ
- 巻7 - ヴァシシュタ

また巻8の多くはカンヴァおよびアンギラスの家系によって書かれている:11。
後世これらのリシは神話化されて神々に匹敵する非常に大きな力を持つとされた。

## 内容
中核となっているのは2巻から7巻で、祭官家の家集的な性質を持つ。各巻はまず対象とする神によって分類され、同じ神では長いものから順に並べられている。長さも同じ場合は韻律によって分類される:11。第1巻と第8巻は内容的に類似し、2巻〜7巻の前後に追加された部分と考えられる（なお、8.49-8.59の11篇はヴァーラキリヤと呼ばれる補遺で、成立時代がもっとも新しい）。9巻はこれらとは大きく異なり、ソーマに関する讃歌が独占している。10巻は『リグ・ヴェーダ』の中で最も新しい部分とされる。
賛歌の大部分は特定の神または神々を賛美し、供犠によって神々を迎え、その加護を求める内容を持つ:7-8。讃歌の対象となった神格の数は非常に多く、原則として神格相互のあいだには一定の序列や組織はなく、多数の神々は交互に最上級の賛辞を受けている。
一部の賛歌は『アタルヴァ・ヴェーダ』に近い呪術的な内容を持つ:109-111。
とくに新しい部分である巻10には実際の祭祀と無関係と思われる作品もかなり含まれている。これらは祭祀の意義を伝えるためのものと考えられる:8-9。
- 哲学的な内容を持つもの。プルシャ賛歌(10.90)、ヒラニヤガルバ賛歌(10.121)、宇宙創造に関するナーサディーヤ讃歌（英語: Nasadiya Sukta）(10.129)などがあり、最後のものはウパニシャッド哲学の萌芽ともいうべき帰一思想が断片的に散在している[9]。
- 演劇に似たモノローグや対話が続く作品（アーキヤーナ）。たとえば最初の人間とされるヤマとヤミーの対話(10.10)、インドラとインドラーニーと猿のヴリシャーカピの対話(10.86)、プルーラヴァスとウルヴァシーの対話(10.95)、ヴァラの洞窟を探りにきた雌犬サラマーとパニ族の対話(10.108)、アガスティヤとその妻のローパームドラーの対話(10.179)などがある[3]:8[1]:100-107。

## 主なリグ・ヴェーダの原文と翻訳

### 日本語訳
- 辻直四郎訳注 『リグ・ヴェーダ讃歌』 岩波書店〈岩波文庫〉、初版1970年。ISBN 978-4-00-320601-0。
- 辻直四郎訳 「リグ・ヴェーダ讃歌」『インド集』 訳者代表 辻直四郎、筑摩書房〈世界文学大系 第4巻〉、1959年5月、pp. 5-37。全国書誌番号:55003870、NCID BN02001043。
- 辻直四郎訳 「リグ・ヴェーダの讃歌」『ヴェーダ アヴェスター』 訳者代表 辻直四郎、筑摩書房〈世界古典文学全集 第3巻〉、1967年1月、pp. 5-104。全国書誌番号:55004966、NCID BN01895536。

### 日本語以外の主要な訳
- Karl Freidrich Geldner (1951). Der Rig-Veda aus dem Sanskrit ins Deutsche übersetzt. London, Wiesbaden（定評のあるドイツ語訳）
- Stephanie W. Jamison; Joel P. Brereton (2014). The Rigveda : The Earliest Religious Poetry of India. New York（英語訳）
- Michael E. J. Witzel; Toshifumi Gotō（後藤敏文）; Salvatore Scarlata (2007,2013). Rig-Veda : das heilige Wissen. Frankfurt am Main und Leipzig (ドイツ語新訳、巻1から巻5まで)

### 原文
- Theodor Aufrecht, ed (1877). Die Hymnen des Rigveda. Bonn: Adolph Marcus（ラテン文字表記）
- Barend A. van Nooten; Gary B. Holland (1994). Rig Veda: a metrically restored text with an introduction and notes. Harvard Oriental vol 5. Massachusetts: Harvard University Press（ラテン文字表記、韻律が合わない箇所を合うように復元したもの）
- F. Max Müller, ed (1874). Rig-Veda-Samhitā: the sacred hymns of the Brāhmans, together with the commentary of Sāyanāchārya. London: W.H. Allen（デーヴァナーガリー表記）